# Adéla Janíková
MgA. Adéla Janíková (provdaná Veselá) Dis. (* 8. ledna 1981 Praha) je česká výtvarnice, věnující se ilustraci, kresbě karikatur, komiksů a volné tvorbě.
Absolvovala Gymnázium Na Zatlance a v roce 2007 zakončila studium na Akademii výtvarných umění v Praze (prof. Lindovský), absolvovala studijní stáže v Polsku a ve Švýcarsku a Vyšší odbornou školu grafickou v Praze. Svými ilustracemi doprovodila mnoho časopisů, knih, novin: mj. Hospodářské noviny, VTM, Fórum architektury a stavitelství, knihy Tajná Nebeplavba Martiny Bobkové či Pohádky čtyř větrů Ludvíka Aškenazyho, vytvořila také grafiku pro novoročenku 2007 tehdejšího ministra zahraničních věcí, pana Karla Schwarzenberga.

## Ocenění
- 2005 Grafika roku (Inter-Kontakt-Grafik Praha)

## Ilustrované knihy
- Bobková Martina, Tajná nebeplavba, Mladá fronta, Praha 2007, ISBN 9788020414960
- Aškenazy Ludvík, Pohádky čtyř větrů Praha, Mladá fronta, edice Jednorožec, Praha 2007, ISBN 8020415769
- Přískokem vpřed, aneb, Půlstoletí s trabošem : 200 vtipů o trabantech, Pavel Sojka, Adéla Janíková, Tábor : Kotnov, 2007, ISBN 9788090388703

## Výstavy
- 2007 AVU18, Národní galerie - Veletržní palác, Praha
- 2007 Umělecký salon v Poličce, Městské muzeum a galerie Polička
- 2007 Diplomanti AVU, Moderní galerie, Výstaviště, Praha
- 2007 Čundrklub kolem světa, Galerie AVU, Praha
- 2006 Grafika roku, Clam-Gallasův palác, Praha
- 2005 Ateliér grafiky, Alšova jihočeská galerie, České Budějovice
- 2004 Grafika roku, Staroměstská radnice, Praha
- 2003 Galerie Artisans, Sandusky, Ohio, U.S.A.
- 2003 Ateliér grafiky, Ernestinum, Oblastní galerie v Příbrami
- 2003 Foreigners, ASP Poznaň, Polsko
- 2003 Grafika roku, Staroměstská radnice, Praha
- 2002 Z cest, VŠUP, Praha